# Швошов
Швошов (слч. Švošov) насељено је мјесто са административним статусом сеоске општине (слч. obec) у округу Ружомберок, у Жилинском крају, Словачка Република.

## Становништво
| Година:    | 1994. | 2004.   | 2014.   | 2024.   |
| ---------- | ----- | ------- | ------- | ------- |
| Број људи: | 772   | 824     | 818     | 864     |
| Разлика:   |       | +6,73 % | -0,72 % | +5,62 % |

| Година:    | 2023. | 2024.   |
| ---------- | ----- | ------- |
| Број људи: | 860   | 864     |
| Разлика:   |       | +0,46 % |

Према подацима о броју становника из 2011. године насеље је имало 823 становника.